# Diviaky nad Nitricou
Diviaky nad Nitricou (bis 1927 Diviaky, deutsch Divick, ungarisch Nyitradivék – bis 1888 Divék) ist eine Gemeinde in der Slowakei.
Zu ihr gehören die Orte Banky, Mačov, Ješkova Ves nad Nitricou (deutsch Jeschkodorf), Somorova Ves (deutsch Sommersdorf) sowie der inoffizielle Teil Beznákova Ves (deutsch Besnakdorf).

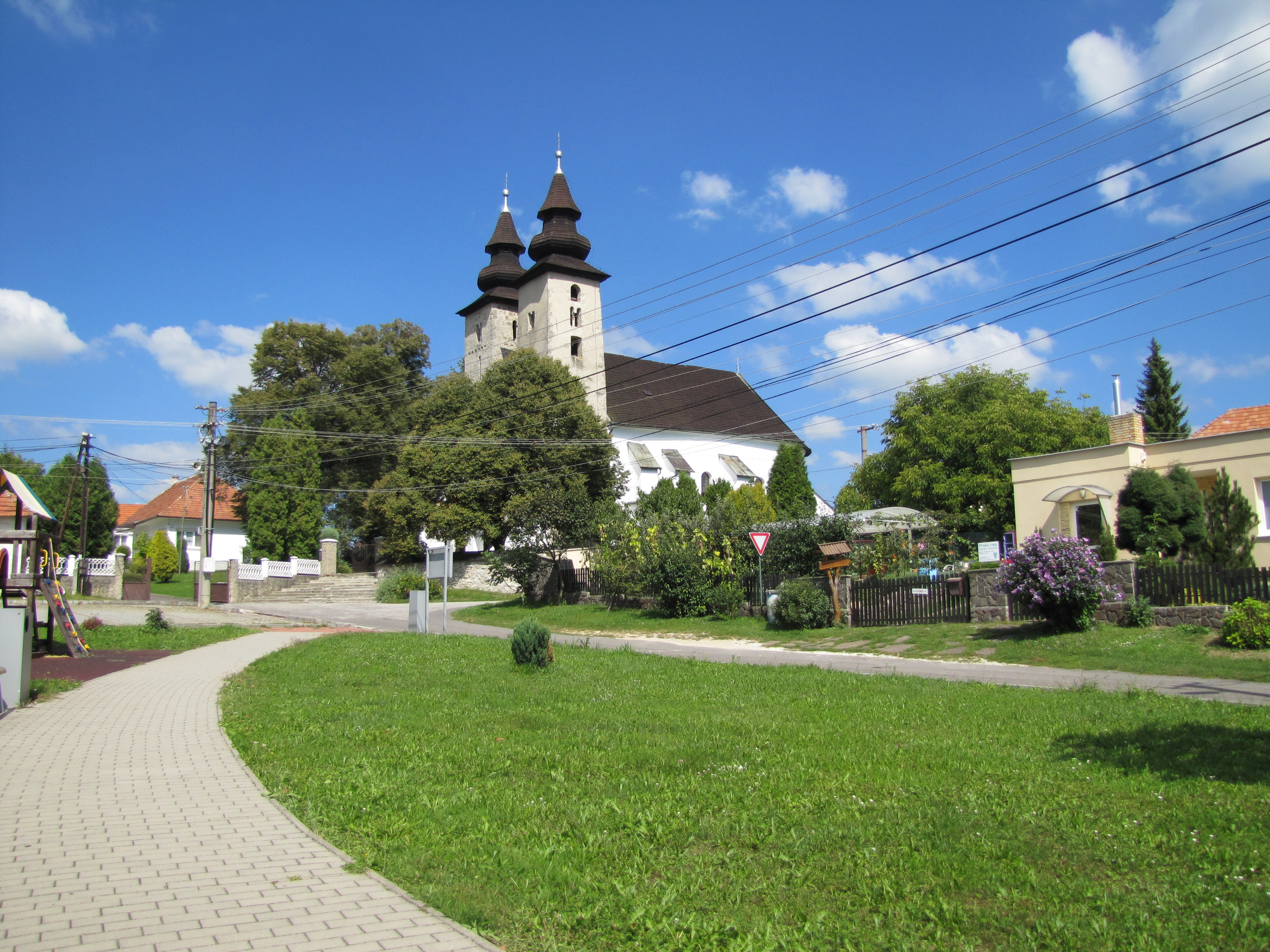

## Bevölkerung
| Jahr:                | 1994. | 2004.   | 2014.   | 2024.   |
| -------------------- | ----- | ------- | ------- | ------- |
| Anzahl der Personen: | 1763  | 1798    | 1761    | 1760    |
| Unterschied:         |       | +1,98 % | -2,05 % | -0,05 % |

| Jahr:                | 2023. | 2024.   |
| -------------------- | ----- | ------- |
| Anzahl der Personen: | 1771  | 1760    |
| Unterschied:         |       | -0,62 % |